# 中国人民赴朝慰问团
中国人民赴朝慰问团，是在朝鮮戰爭期间，中国人民抗美援朝总会三次组织、派遣慰问团赴朝向中国人民志愿军表达关怀与敬意，并慰问朝鲜军民。

## 第一届中国人民赴朝慰问团
1951年新年后，国内各省开始选派赴朝慰问团代表，赴各大行政区汇合组成慰问团各个分团。1951年1月22日，中共中央正式作出了《关于组织赴朝慰问团的决定》，以中国人民保卫世界和平反对美国侵略委员会（成立于1950年10月26日，由“中国保卫世界和平大会”与“中国人民反对美国侵略台湾朝鲜运动委员会”两个机构合并而成，两大会的主席都是郭沫若）的名义发起组织赴朝慰问团，“以便回来后向各方面广泛地宣传我人民志愿军与朝鲜人民军英勇善战、美帝外强中干及美帝罪行情形，以提高人民反帝的决心和胜利信心，进一步扫除落后群众中的恐美和崇美心理。”1951年3月14日，“中国人民保卫世界和平反对美国侵略委员会”决定将会名简称为“中国人民抗美援朝总会”。
除东北分团外，第一届慰问团于1951年3月在天津集中。团长廖承志、副团长陈沂、田汉，秘书长李颉伯。1951年3月20日从天津出发，在沈阳与东北分团汇合，集训防空知识与出国及战场注意事项。全体成员换上了志愿军军服，不佩戴任何标志符号，个人物品（除手表、钢笔）全部留在沈阳。人员组建总团与8个分团。1951年4月6日总团与直属分团于安东渡鸭绿江入朝，朝鲜人民军总政治局副局长金日少将、朝鲜民主青年同盟委员长金顼镇、朝鲜民主女性同盟副委员长李金顺为首的欢迎团在安东迎接。共计575人，其中慰问团正式代表208人，中央曲艺服务大队86人，文艺工作团85人，电影放映队17人，工作人员及记者88人，其他行政警卫人员92人。
编制结构：
- 总团：5人，为总团长廖承志（中共中央委员、中共中央宣传部副部长），副总团长陈沂和田汉，秘书长李颉伯，副秘书长许宝骥。
- 直属分团：在平壤活动。分团长李颉伯兼任，副团长刘清扬和赵国有，秘书长田间。雷洁琼、黄药眠、周鲸文、周范文、叶丁易、张启元、吕乃君、刘化樵、聂维庆、李鑫德、王福元、丁聪、温述仙、汪淑远、王书店、莫奎、林传鼎、方亮、张青莲、浦熙修、冯子明、张鲁、丘克辉、凌其峻、柳文坛、刘大为、杜震、李福元、蓝马等29名代表，另有记者15人，一般工作人员32人，电影放映队17人。
- 第一分团：在鸭绿江边活动。西北大区派遣。团长李敷仁，副团长扎克洛夫和曾震五，秘书长亚马。代表田方、王汶石、李言年、李连璧、雷烽、王写剑、湘流、苏占树、汤铭鉴、玉素甫夫、马高委亚、道尔吉、亢心哉、雷行、王宜之、高月波、马儒珍、席元寿、秦志伟、雷启霖、谢茂公等，另有工作人员杜修贤、耿志鹤等。
- 第二分团：在前线慰问。以西南大区成员组成，团长王文彬，副团长陈播，秘书长王一知。成员孟贵彬、欧松波、崔宗复、纪希辰、刘文权、杨文远、唐超汉、丁乙、辉野、陈临彬、许庭星、刘盛亚、李义芳、文路、沈底天等。另有文工队人员11人。
- 第三分团：以华东地区成员组成，团长陈巳生，副团长李澄之、李玉轩，秘书长王若望，副秘书长刘佛年。成员徐铸成、卫禹平、王楙德、高事恒、陈俊明、李世军、倪松茂、黄应韶、武和轩、彭文应、童润之、闵子、李永庆、汪普庆、胡善甫、哈宽贵、周明、陈云章、姚锦泉、寿满蓉、应仁珍、徐学海、刘开荣、郭崇毅等。另有记者4人，工作人员3人，文工队21人。重点慰问了志愿军后勤系统的战士、司机、支前民工与医护人员。
- 第四分团：平壤以南慰问。来自中南地区，团长郑绍文，副团长刘野亮、李洁之，秘书长王向立，副秘书长戴今生。代表王士钊、卫苏、潘佛章、梁尚立、曾昭琼、萧俊铭、萧抗、韩罕明、唐干山、汤佩佑、李集发、艾寒松、江协茗、朱国靖、聂轰、陈在康、丁波、贾子毅、李定中、马莲芳、张岫峰、胡伊默、秦育之、王淑端、邱道钧、陆少琳、林厚周、曾卓、方衡儒、李启新、朱涵珠、海默、张振山、李德心、赵宛中等。另有记者4人，文工队人员9人，工作人员6人。
- 第五分团：来自华北地区，团长张明河，副团长朱继圣、吴组湘、方纪，秘书长张占义，副秘书长曾平。代表包括张伯之、孙继力、王炳炎、廖亨禄、李健生、吴廷璆、郝伯时、岳淑卿、张济、沈毅、潘长有、刘沛、黄兴、孙以恕、萧静、李荣春、凤子、汤绍远、向达、徐海超、田常清、王宝初、刘树春、王进仁、王桂欣、马新、赵易城、唐牧之、贾达胜、陈因、萧峰、魏希英、王昱、李淑荫、牛晔、冯玉松、张国础、鲁世英、蒋中岳、朱克恭、苏军、沈文翰、陈庚、任贵儒等。另有记者2人，工作人员6入。进入志愿军第19兵团第63军第188师前线阵地慰问。
- 第六分团：在前线慰问。来自内蒙古地区，团长秋浦，副团长包彦。代表是陈清璋、马尼、格尔勒图等。
- 第七分团：在东北境内的志愿军后方医院慰问。成员来自东北地区，代表有高崇民、黄中、郭开锋、草明、丁元祯、白朗等6人。
- 总团曲艺大队
  - 大队部人员有连阔如、侯宝林、曹宝禄、常宝坤、张富忱、刘大为、李苏、沈彭年、李泰峰、鲁扬、张景华、刘轩、刘同发、刘公毅。
  - 第1中队
  - 第2中队
  - 第3中队
  - 第4中队
- 总团文工团人员包括张鲁、王地子、蓝马（兼）、芦肃、侯宝林（兼）、张富忱（兼）、刘大为（兼）、沈彭年（兼）等。

4月17日至21日，总团与直属分团在平壤访问了朝鲜最高人民会议常任委员会委员长金枓奉，朝鲜内阁文化宣传相许贞淑，朝鲜内阁首相金日成，朝鲜副首相兼外务相朴宪永、劳动党中央书记许嘉谊、朝鲜民主女性同盟委员长朴正爱、朝鲜人民军总参谋长南日及中国驻朝鲜大使倪志亮等领导人与平壤各界军民。
4月30日至5月1日，总团与直属分团慰问了设在伊川附近废弃金矿洞里的志愿军总部。
慰问团分头送给中国人民志愿军、朝鲜人民军和朝鲜人民1093面锦旗、420余亿元（旧人民币）慰问金、2000余箱慰问品以及1.5万余封慰问信。
从5月中旬至5月下旬，慰问团分批回国，在天津集中，为慰问团在朝鲜牺牲的慰问团第2分团副团长廖亨禄（平原军区政治部主任，老红军）、相声演员常宝堃、京韵大鼓琴师程树棠、汽车运输连副连长王利高四位烈士举行追悼大会。5月29日，慰问团全体人员自天津乘车抵达北京，郭沫若、彭真、陈叔通、李济深及朝鲜驻中国大使李周渊等首都各界1500余人在车站迎接。在京短暂休整后，6月11号廖承志做总结报告。6月13日分赴全国各地宣讲志愿军事迹，动员人民响应中国抗美援朝总会的号召。

## 第二届中国人民赴朝慰问团
总团下属9个分团。代表361人，文艺工作者563人，工作人员173人。总团长为刘景范，副总团长陈沂（总政文化部长）、李明灏、胡厥文、周钦岳。随团文艺工作者包括赵丹、金焰、常香玉、杜近芳、小白玉霜、马恒昌等。10月初陆续入朝。总团于11月30日在天津召开总结大会。

## 第三届中国人民赴朝慰问团
1953年10月4日，中国人民第三届赴朝慰问团在北京组建成立。总团和八个总分团共5448人，其中代表1994人。全国各地文艺工作者所组成的四十个剧团、歌舞团和技艺团。总团团长贺龙，总团副团长有老舍等14人，副总团长兼秘书长陈沂.文艺工作团总团长刘芝明，文艺工作团副总团长马燕翔。
参加慰问团的艺术家有：梅兰芳、洪深、程砚秋、谭富英、裘盛戎、马连良、新凤霞、张君秋、关学曾、周信芳、袁雪芬、袁金凯、常香玉、丁果仙等。
1953年10月初旬先后入朝，至12月底陆续回国。在朝鲜召开慰问会、座谈会和慰问演出共约7600余次，参加的人数有500万以上。
第三届赴朝慰问团出国前制作了以毕加索1952年为世界和平大会绘制的宣传画“和平鸽”为图案的纪念章。该章为铜质，外形为五个大角五个小角合成的五边形，中间主图是圆形红色烤漆中一只展翅飞翔的和平鸽，上面镌刻着“和平万岁”四个字，外环边与和平鸽表面均镀金。纪念章背面有三行铭文，第一行是“抗美援朝纪念”，第二行是“中国人民赴朝慰问团赠”，第三行是“1953.10.25”。第三届赴朝慰问团，代表中国政府和人民把它颁发给了当时在朝的上百万志愿军官兵。和平万岁抗美援朝纪念章有大小二个版本，俗称“大鸽子、小鸽子”，大鸽子通径46毫米，小鸽子通径39毫米。
第三届赴朝慰问团出国前准备了全套六件规范慰问品。包括慰问明信片。此前离朝归国的10个建制军，在1954年初也每人补发了一套慰问品。慰问团给朝鲜人民军全体人员也赠送了每人一套慰问品。

## 第四届中国人民赴朝慰问团
1954年

## 第五届中国人民赴朝慰问团
1956年2月第五届中国人民赴朝慰问团慰问演出，1956年4月回国。
1956年3月，志愿军司令部、政治部为答谢慰问团，特制作“赴朝慰问纪念章”，赠给慰问团。画面为2名身着棉装、手持50式冲锋枪的战士，前面为一颗五星闪着光芒的塔形建筑，后面为一个巨大的麦穗。纪念章为铜质、圆形，通径30毫米。